# المعهد القومي للبحوث الفلكية والجيوفيزيقية (مصر)
المعهد القومي للبحوث الفلكية والجيوفيزيقية (بالإنجليزية:  The National Research Institute of Astronomy and Geophysics - NRIAG)‏ هو معهد حكومي بحثي مصري يتبع وزارة البحث العلمي.
مرصد حلوان هو مرصد فلكي يقع في منطقة حلوان جنوب القاهرة بمصر تأسس سنة 1903، ويعد أحد أقدم وأكبر وأهم المراصد الفلكية في الوطن العربي، خصوصاً في تحديد المسائل الفلكية في الإسلام كرصد الأهلة وتحديد مواقيت الشهور بالتقويم الهجري. وقد اختارته منظمة اليونسكو في سنة 2011 كأحد مواقع التراث العالمي في مصر.

## القرارات المنظمة
- قرار رئيس الجمهورية رقم 2617 لسنة 1971: بتنظيم أكاديمية البحث العلمى والتكنولوجيا ونقل تبعية المعهد القومي للقياس والمعايرة للأكاديمية ويكون لرئيس الأكاديمية السلطات التي كانت مخولة لوزير البحث العلمي.[3]
- قرار رئيس الجمهورية رقم 434 لسنة 1986: في شأن تنظيم المعهد القومي للبحوث الفلكية والجيوفيزيقية.[4]
- قرار رئيس الجمهورية رقم 378 لسنة 1998: بشأن إعادة تنظيم المجلس الأعلى لمراكز ومعاهد البحوث بقطاع البحث العلمي وتعديل اسمه إلى مجلس المراكز والمعاهد والهيئات البحثية التابعة لوزير الدولة لشئون البحث العلمي.[5]
- قرار رئيس الجمهورية رقم 412 لسنة 2021: بإصدار اللائحة التنفيذية للمعهد القومى للبحوث الفلكية والجيوفيزيقية.[6]

## التاريخ
بدأ إرهاصات بناء مرصد حلوان منذ أواخر القرن الثامن عشر، خلال حملة نابليون بمصر، عندما بنوا مرصداً فلكياً بسيطاً في القاهرة، وظلّ يعمل حتى سنة 1860 عندما تقرر إغلاقه. في سنة 1868 بني مرصد جديد في منطقة العباسية، وأراد العلماء الفرنسيون استخدامه في إجراء دراسات على مجال الأرض المغناطيسي، غير أنهم اكتشفوا أن ذلك لن يكون ممكناً بسبب خطوط القطارات المحيطة بالمكان التي تؤثر على مغناطيسيّته، كما ازداد التلوث الضوئي الصادر من مدينة القاهرة عموماً مصعّباً استخدام المرصد، فتقرَّر نقله إلى حلوان في سنة 1903، وظلّ هناك منذ ذلك الحين. وقد كان يعرف عند تأسيسه بمرصد حلوان، ثم أصبح في سنة 1946 يسمَّى المرصد الملكي، وأخيراً في سنة 1986 أصبح المعهد القومي للبحوث الفلكية والجيوفيزيائية.
وعند تأسيس المرصد كان لديه تلسكوب بقطر 10 إنشات (حوالي 25 سنتيمتراً)، ثم أهدته في سنة 1905 مجموعة هواة الفلك البريطانيين «مستر رينولدز» تلسكوباً آخر بقطر 30 إنشاً (75 سنتيمتراً)، وكان في حينه من التلسكوبات الكبيرة على مستوى العالم.
في شهر يوليو سنة 2010 استكملت اللجنة المصرية للتربية والعلوم والثقافة إجراءات ترشيح مرصد حلوان ليصبح موقع تراث عالمي على قائمة منظمة اليونسكو العالمية. واعتُمِدَ المرصد كموقع تراث عالمي في مطلع سنة 2011، نظراً إلى أهميته الكبيرة للمنطقة وبيئته الرصدية المناسبة.

## المراصد

### مرصدالقطامية
مع الوقت تمددت حلوان وأصبح التلويث الضوئي فيها عالياً، فتقرر بناء مرصد جديد أكثر انعزالاً، واختير لذلك موقع القطامية على مسافة 80 كيلومتراً في الصحراء جنوب مرصد حلوان، وشيد هكذا مرصد القطامية في سنة 1962، الذي بدأ العمل في سنة 1963. وهو يقع على ارتفاع 476 متراً عن مستوى البحر، ويحوي تلسكوباً واحداً بقطر 188 سنتيمتراً (74 إنشاً).

### محطة حلوان الجيومغناطيسية
تأسست محطة حلوان الجيومغناطيسية في سنة 1907 لرصد العناصر «د» و«هـ» و«ز» في مجال الأرض المغناطيسي. وقد قامت المحطة لعقود بعدها بأرصاد كثيرة ودراسات عن مغناطيسية الأرض، ووثقتها في المركز العالمي المتخصص بهذا المجال، ووفرت محطة ممتازة للدراسات المغناطيسية في مصر. لكن أداءها تأثر كثيراً بإقامة خط قطارات حلوان في أواخر خمسينيات القرن العشرين، فنقلت في سنة 1960 إلى منطقة المسلات الواقعة في محافظة الفيوم على مسافة 70 كيلومتراً جنوب غرب القاهرة.

### محطة حلوان الشمسية
تأسست محطة حلوان الشمسية في سنة 1957، وكانت تضم آنذاك آلة إسقاط أفقية بقطر 25 سنتيمتراً، ونظام تشكيل صورة بعدسة شيئية قطرها 20 سنتيمتراً، بالإضافة إلى كمرة شمسية ومطياف. وقد شاركت المحطة في عمل الكثير من الأرصاد الصورية والطيفية للشمس، خصوصاً في سنة الشمس الهادئة الدولية (1964 و1965)، وقد اكتسبت المحطة في هاتين السنتين تلسكوباً كاسراً بمقاس 15/225 سنتيمتراً. ومنذ سنة 1964 والمحطة تأخذ صوراً يومية لقرص الشمس وظواهره، وتعد خرائط شهرية للكلف الشمسية.

## الأرصاد
للمرصد أهمية كبيرة بالنسبة للعالم العربي والإسلامي في تحديد مواقيت الأهلة والصلوات وغيرها من المسائل الإسلامية. كما أن المعهد يقوم أيضاً بدراسات حول مجال الأرض المغناطيسي، والنشاط الزلزالي في المنطقة، ومجال الطاقة الشمسية (إذ يعدّ أطلساً للإشعاع الشمسي والطاقة بمصر)، ومجال البترول والتعدين. ويشارك مرصد حلوان على الدوام بمتابعة الأهلة وتحديد مواقيتها خصوصاً في شهر رمضان، ورصد وأحداث الكسوف والخسوف، كما شارك سنة 2012 برصد عبور الزهرة التاريخي الثاني والأخير في القرن.
لدى المرصد سمعة وشهرة على مستوى العالم في علم الفلك، وهو يستقطب العلماء من أنحاء مختلفة حول العالم للتعاون مع المعهد في إجراء دراسات علمية مختلفة. وقد شارك سنتي 1909 و1911 في رصد مذنب هالي خلال عبوره قرب الأرض، حيث كان أول تلسكوب في العالم يقوم برصده، كما رصد سنة 1930 الكوكب القزم بلوتو عقب اكتشافه.